# Isaac Israel Hayes

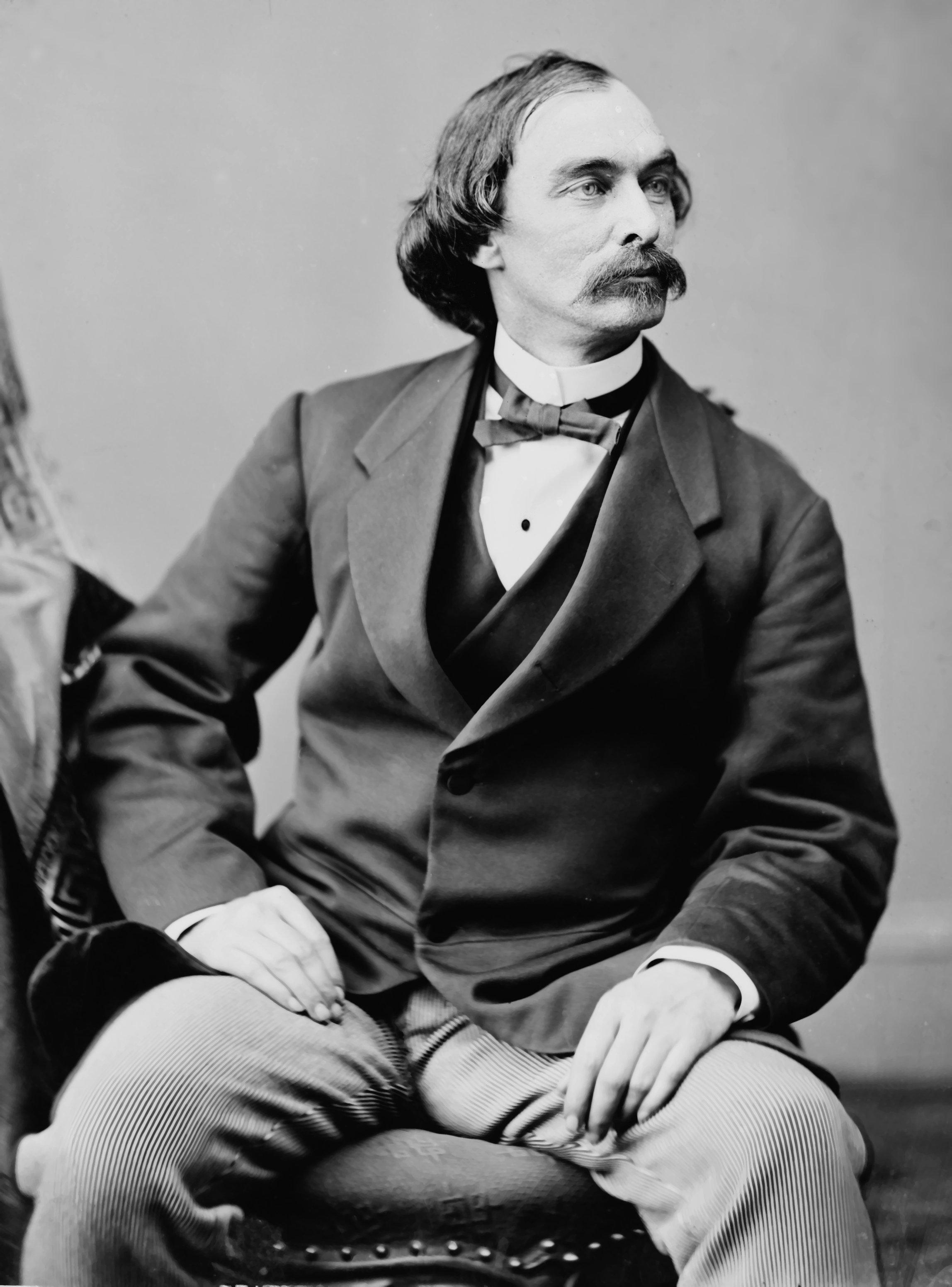
Isaac Israel Hayes

Isaac Israel Hayes (ur. 1832, zm. 1881) – amerykański polarnik i lekarz. W czasie wyprawy w latach 1860-1861 dotarł do szerokości geograficznej 81°35'N i odkrył Cieśninę Kennedy'ego. 
Na jego cześć nazwano półwysep. 